# Ischnocolus fasciculatus
Ischnocolus fasciculatus é uma espécie de aranha pertencente à família Theraphosidae (tarântulas).